# Vila Flor
Vila Flor – miejscowość w Portugalii, leżąca w dystrykcie Bragança, w regionie Północ w podregionie Douro. Miejscowość jest siedzibą gminy o tej samej nazwie. 

## Demografia
| Liczba ludności gminy Vila Flor (1801–2011) | Liczba ludności gminy Vila Flor (1801–2011) | Liczba ludności gminy Vila Flor (1801–2011) | Liczba ludności gminy Vila Flor (1801–2011) | Liczba ludności gminy Vila Flor (1801–2011) | Liczba ludności gminy Vila Flor (1801–2011) | Liczba ludności gminy Vila Flor (1801–2011) | Liczba ludności gminy Vila Flor (1801–2011) | Liczba ludności gminy Vila Flor (1801–2011) | Liczba ludności gminy Vila Flor (1801–2011) |
| ------------------------------------------- | ------------------------------------------- | ------------------------------------------- | ------------------------------------------- | ------------------------------------------- | ------------------------------------------- | ------------------------------------------- | ------------------------------------------- | ------------------------------------------- | ------------------------------------------- |
| 1801                                        | 1849                                        | 1900                                        | 1930                                        | 1960                                        | 1981                                        | 1991                                        | 2001                                        | 2004                                        | 2011                                        |
| 3 309                                       | 4 069                                       | 9 812                                       | 9 889                                       | 11 834                                      | 9 719                                       | 8 828                                       | 7 913                                       | 7 737                                       | 6 697                                       |

## Sołectwa
Sołectwa gminy Vila Flor (ludność wg stanu na 2011 r.):
- Assares – 141 osób
- Benlhevai – 234 osoby
- Candoso – 158 osób
- Carvalho de Egas – 114 osób
- Freixiel – 640 osób
- Lodões – 100 osób
- Mourão – 104 osoby
- Nabo – 144 osoby
- Róios – 150 osób
- Samões – 338 osób
- Sampaio – 159 osób
- Santa Comba de Vilariça – 407 osób
- Seixo de Manhoses – 469 osób
- Trindade – 162 osoby
- Valtorno – 260 osób
- Vale Frechoso – 189 osób
- Vila Flor – 2269 osób
- Vilarinho das Azenhas – 109 osób
- Vilas Boas – 550 osób